# 完齿豨属
完齒豨屬（學名：Entelodon），又名全齒獸、巨豨或完齒豬，是一屬豨科動物。牠們生存於始新世早期至漸新世（約3720—2840萬年前）的歐洲、歐亞大陸及亞洲。
完齒豨的大小如牛，有丘齒型牙齒，頭大像豬，顎部有像疣的瘤狀物。
牠們是三屬分佈在歐亞大陸的完齒豨科之一，另外兩類為中國的始巨豨屬及中亞的副巨豨屬。
牠們在分類上比豬更接近鯨類和河馬。

## 命名
完齒獸的學名是希臘文「完整」及「牙齒」的意思，因牠們擁有完整的丘齒型齒式（3—1—4—3/3—1—4—3）。

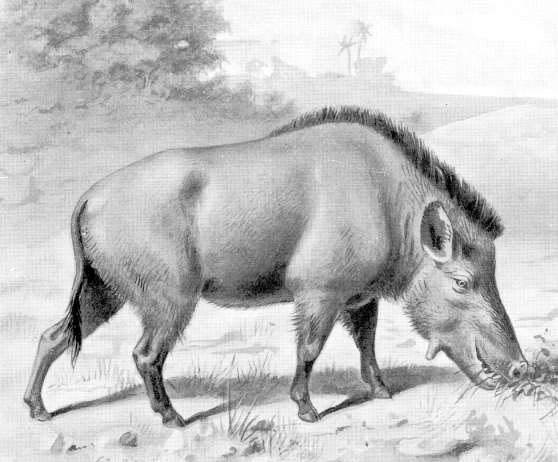
完齒獸的重組圖。
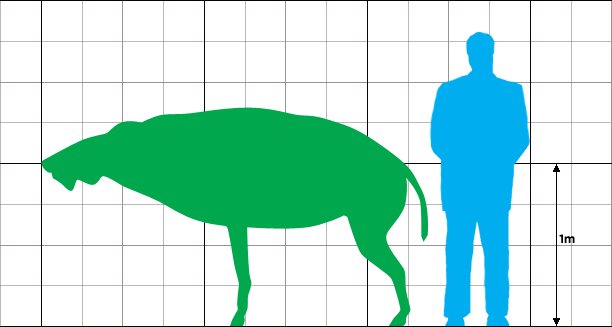
完齒獸與人的大小比較。
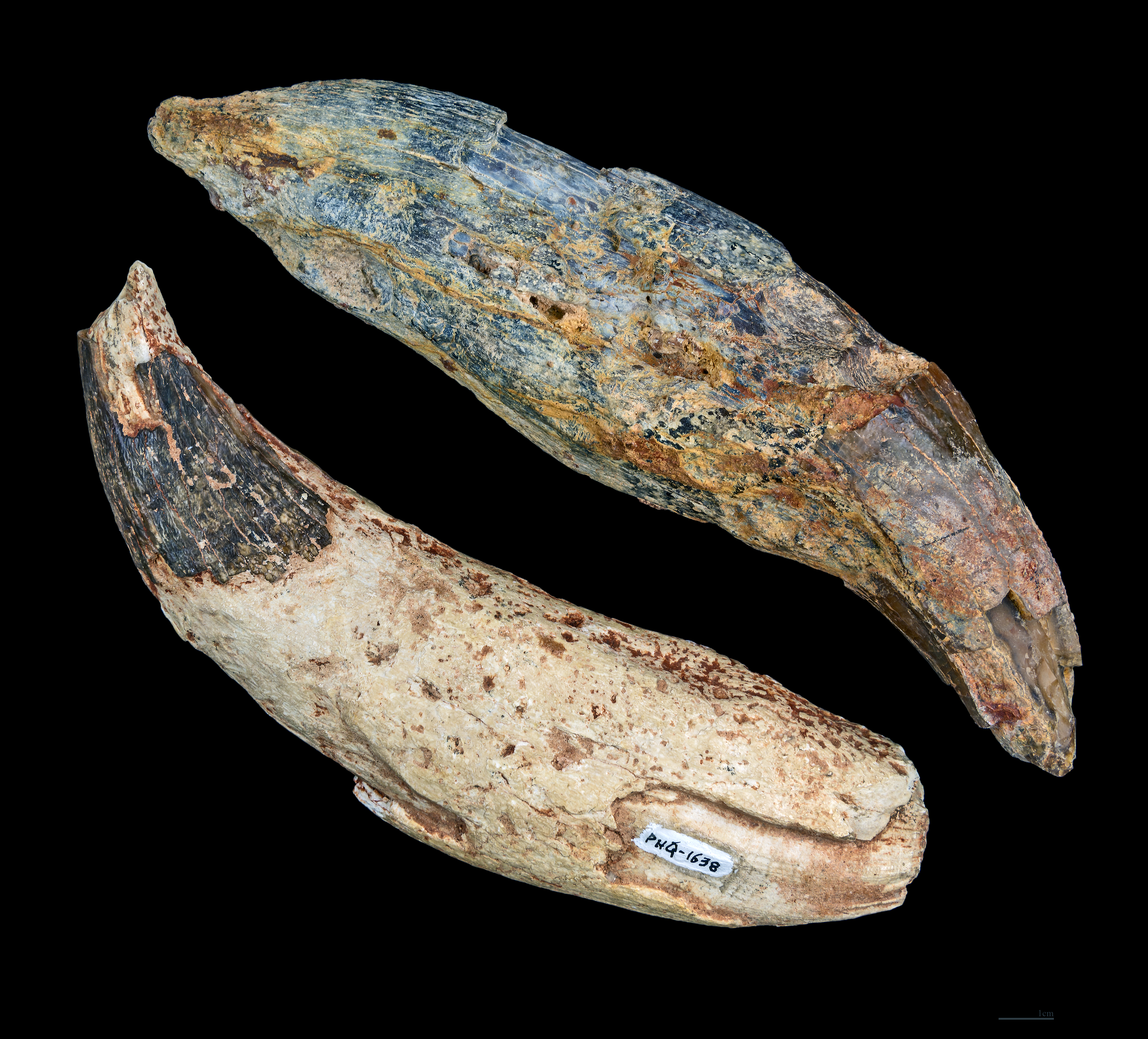
两枚犬齒。

## 大眾文化
完齒獸在《與野獸共舞》中被描繪為兇猛的掠食者。
另外，在2009年的《史前掠食動物》中也有出現。但牠們比較接近雜食動物。據說從水果到腐肉都吃，因生性殘暴，又會自相殘殺，所以被稱為「地獄來的豬」。